# Konik
Konik je mali poludivlji konj, podrijetlom iz Poljske. Poljska riječ "konik" je umanjenica od riječi konj (hrv. konjić). 
Konik je bliski rođak tarpana, jedna je od izvornih pasmina konja u istočnoj Europi, koja je pomiješana s nekoliko poljskih i ruskih pasmina konja.
Godine 1936. poljski profesor Tadeusz Vetulani sa Sveučilišta u Poznanju pokušao je ponovno uzgojiti tarpane, tada nedavno izumrlu pasminu konja. U sklopu toga nastali su i križanci konika, koje je podijelio seoskom stanovništvu. Križanci su se križali s drugim pasminama konja. Poljska vlada je kasnije dala uhvatiti i izolirati sve konike, koji su imali i osobine tarpana. Danas se mnogo konika nalazi u poludivljim stadima u mnogim prirodnim rezervatima i parkovima te u posljednjem njihovom prirodnom staništu nacionalnom parku Bjeloveška šuma, koji se nalazi u Poljskoj i Bjelorusiji.
Visina u razini sedla je 134 cm, a opseg prsa 168 cm.
Pasmina ima jaku, zdepastu građu, snažna prsa i gustu grivu. Pokazuje mnoge značajke primitivnih konja. Neki koniki su crne ili "mišje sive" boje, što je uobičajeno za divlje konje. 
Konik je otporna pasmina, može živjeti dugo bez hrane. Izuzetno je robustan, a često i dugo živi. Dobar je za jahanje.